# UXV Combatant
 (mars 2025).
Le UXV Combatant est un concept de porte-avions pour drones conçu par la BVT Surface Fleet (maintenant BAE Systems Maritime - Naval Ships), qui a été présenté au Defence Security and Equipment International (DSEI) en 2007. L’UXV Combatant partage certaines caractéristiques de conception communes avec le destroyer Type 45 et le concept de navire d’assaut d’interdiction.

## Conception
D’après BAE Systems, il est 

« Conçu pour lancer, exploiter et récupérer un grand nombre de petits véhicules sans pilote pendant des périodes prolongées, l’UXV joue le rôle de vaisseau mère, une base permanente et un centre de contrôle pour les véhicules terrestres, maritimes et aériens futurs avant, pendant et à la fin de leurs missions. »

La conception de l’UXV comprend deux ponts d'envol inclinés pour le lancement de véhicules aériens sans pilote, d’aéronefs V/STOL et d’hélicoptères. Ils sont disposés en forme de « V », disposition semblable à celle du concept de navire d’assaut d’interdiction. La longueur de chaque pont d'envol est d’environ 164 pieds (50 m). Pour lancer un aéronef, il pourrait utiliser le système de lancement électromagnétique ou un tremplin comme ceux de saut à ski.
On a également signalé qu’il était capable de lancer des véhicules sous-marins sans pilote par l’intermédiaire d’un puits central de type « moonpool ». En outre, il peut embarquer un grand nombre de troupes ainsi que leur équipement dans son rôle de navire d’assaut. Pour l’appui feu, il est équipé d’un canon de 155 mm, capable de tirer des salves de 20 obus en succession rapide. Il est également doté d’un système de lancement vertical.

## Missions
L’UXV Combatant est conçu pour mieux répondre aux menaces de guerre asymétrique. Capable de déployer des troupes d’assaut ou des forces spéciales à terre avec leur équipement, il est conçu pour fournir la puissance de feu nécessaire pour les soutenir, tels que des missiles de croisière d’attaque terrestre lancés par son système de lancement vertical, son canon de 155 mm et une flotte de véhicules aériens de combat sans pilote. L’UXV Combatant est également conçu pour effectuer des missions de reconnaissance, avec de puissants capteurs embarqués et des véhicules aériens sans pilote. L’UXV Combatant est conçu pour agir à la fois de façon autonome ou en tant qu’escorteur.

## État actuel
Il s’agit seulement d’un concept de navire de guerre, et il n’y a actuellement aucun plan pour que ce concept entre en construction proprement dite.